# The Best of Michael Jackson
The Best of Michael Jackson ist ein Best-of-Album des US-amerikanischen Sängers Michael Jackson, das 1975 bei Motown Records erschien.

## Titelliste
1. Got to Be There
2. Ain’t No Sunshine
3. My Girl
4. Ben
5. Greatest Show On Earth
6. I Wanna Be Where You Are
7. Happy (Love Theme From Lady Sings the Blues)
8. Rockin’ Robin
9. Just A Little Bit of You
10. One Day In Your Life
11. Music & Me
12. In Our Small Way
13. We’re Almost There
14. Morning Glow

Auf der CD-Wiederveröffentlichung in den USA 1989 fehlten die Songs Ain’t No Sunshine, My Girl, Greatest Show On Earth, Morning Glow, dafür wurden People Make he World Go Round und With a Child’s Heart hinzugefügt.
| Erscheinungsjahr | Album            | Songs                                                                                         | Anzahl |
| ---------------- | ---------------- | --------------------------------------------------------------------------------------------- | ------ |
| 1972             | Got to Be There  | Got to Be There, Ain’t No Sunshine, I Wanna Be Where You Are, Rockin’ Robin, In Our Small Way | 5      |
| 1972             | Ben              | My Girl, Ben, Greatest Show On Earth                                                          | 3      |
| 1973             | Music & Me       | Happy (Michael-Jackson-Lied), Music & Me, Morning Glow                                        | 3      |
| 1975             | Forever, Michael | Just A Little Bit of You, One Day In Your Life, We’re Almost There                            | 3      |

## Kommerzieller Erfolg

### Chartplatzierungen
| ChartsChartplatzierungen     | Höchstplatzierung | Wochen |
| ---------------------------- | ----------------- | ------ |
| Vereinigtes Königreich (OCC) | 11 (18 Wo.)       | 18     |

### Auszeichnungen für Musikverkäufe
| Land/Region                  | Auszeichnungen für Musikverkäufe (Land/Region, Auszeichnung, Verkäufe) | Verkäufe |
| ---------------------------- | ---------------------------------------------------------------------- | -------- |
| Vereinigtes Königreich (BPI) | Silber                                                                 | 60.000   |
| Insgesamt                    | 1× Silber ·                                                            | 60.000   |

Hauptartikel: Michael Jackson/Auszeichnungen für Musikverkäufe